# Carbon (Alberta)
Carbon es un pueblo canadiense situado en la provincia de Alberta.

## Superficie
Carbon tiene una superficie de 1,99 km².

## Demografía
En 2021, tenía 492 habitantes, una densidad poblacional de 246,8 hab./km², y 240 viviendas.